# Inganni online
Inganni online (Nobody's Fool) è un film del 2018 diretto da Tyler Perry e con protagoniste Tika Sumpter e Tiffany Haddish.

## Trama
Danica è una lavoratrice di successo in una società di marketing e ha avuto una relazione con Charlie, un uomo che ha incontrato online un anno prima ma che non ha mai visto in vita reale.
Quando viene inviata per andare a prendere sua sorella Tanya, da poco tempo uscita da una prigione, sua madre Lola le dice che Tanya deve stare a casa sua. Tanya è stupita dall'appartamento di Danica e scopre che l'ex fidanzato di Danica, Bailey, l'ha lasciata per un'altra donna. Tanya pensa che Danica sia vittima di catfishing, dal momento che non ha mai visto Charlie di persona.
Il giorno dopo, Tanya e Danica si fermano al Brown Bean, un coffee shop accanto al lavoro di Danica. Frank, il proprietario del negozio che ha anche una cotta per Danica, insiste che lascerà Tanya lavorare nel negozio. Quando Danica andrà a prendere Tanya dal lavoro, quella notte, lei casualmente incontrerà una riunione dell'AA che si tiene nel negozio e sente per caso che Frank ha abusato di alcol e scopre di essere stato in prigione per sette anni.
Dopo che Tanya scopre che Charlie è in realtà un uomo di nome Lawrence, Danica insulta Tanya che, turbata, decide di trasferirsi e andare a casa della madre. Danica si presenta stanca e impreparata a presentare una campagna su cui ha lavorato e viene sospesa.
Tanya, Danica e la sua amica Kalli rintracciano Lawrence, un uomo su una sedia a rotelle con un ricciolo di Jheri, e lo assale per aver mentito a Danica.
Il giorno seguente, Frank si ferma per rallegrare Danica, e finiscono per parlare delle loro relazioni passate, solo per finire a fare sesso. Ora, sentendosi strana da quello che è appena successo, Danica chiama Kalli e le dice che è appena andata a letto con Frank e afferma di non trovarlo attraente per il suo passato criminale, non sapendo che è ancora nel suo appartamento. Ora, sentendosi in colpa per aver ferito i sentimenti di Frank, Danica si rende conto che le piace e vuole dargli una seconda possibilità.
Tre mesi dopo, Danica e Kalli scoprono che Charlie è reale e il suo account è stato violato da Lawrence, il suo vecchio allenatore del college. Charlie si presenta all'ufficio di Danica. Frank vede Danica con Charlie e la lascia. Danica ha un pessimo appuntamento con Charlie e si rende conto che non è quello giusto per lei, e vuole riavere Frank. Frank è riluttante a lasciare Danica nella sua casa fino a quando canta On Bended Knee sotto la pioggia, qualcosa che le ha detto che ha fatto una sola volta, e che si riuniscono in coppia.
In un cartellino finale, Tanya, solo per il gusto di farlo, fa crollare il matrimonio di Bailey come ricompensa per aver fatto del male a sua sorella.

## Produzione
Inizialmente il film sarebbe dovuto uscire sotto il titolo di The List, poi rinominato Nobody's Fool. Le riprese sono nell'aprile 2018 ad Atlanta.

## Distribuzione
Il film è stato distribuito nelle sale statunitensi a partire dal 2 novembre 2018.